# تری‌بوتیل‌آمین
تری‌بوتیل‌آمین(به انگلیسی: Tributylamine) (اختصاری TBA) یک ترکیب آلی با فرمول مولکولی C12H27N است. این ماده یک مایع نمگیر، بدون رنگ تا زرد با بوی آمین مانند است که در آب محلول بسیار ضعیف است. 

## کاربردها
تری‌بوتیل‌آمین کاربردهای گسترده‌ای دارد، این ماده در ساخت سایر ترکیبات شیمیایی از جمله ترکیبات آمونیوم نوع چهارم (مانند تری‌بوتیل‌متیل‌آمونیوم کلرید و تری‌بوتیل‌بنزیل‌آمونیوم کلرید)، صنایع داروسازی ، صنایع کشاورزی، سورفکتانت‌ها، مواد افزودنی روان کننده، تسریع‌کننده‌های ولکانش و رنگ‌ها به عنوان یک واسطه، کاربرد دارد. همچنین از آن به عنوان کاتالیزور (گیرنده پروتون) و به عنوان حلال در سنتزهای آلی و پلیمریزاسیون (از جمله پلی اورتان) استفاده می‌شود. 